# Teenage Mutant Ninja Turtles: The Manhattan Missions
Teenage Mutant Ninja Turtles: The Manhattan Missions is een computerspel gebaseerd op de Teenage Mutant Ninja Turtles, met name de eerste animatieserie. Het spel werd in 1991 uitgebracht door Konami voor de PC. Het spel draait onder DOS.

## Verhaal
Shredder is langzaam bezig de stad over te nemen. Ondertussen heerst er in New York een misdaadgolf. Deze misdaden lijken te maken te hebben met de plannen van de Shredder. Het is aan de Turtles om hem tegen te houden voor hij Manhattan in zijn greep krijgt.

## Spel
De speler kan kiezen uit de vier Turtles. Alle vier hebben ze hun eigen sterke en zwakke punten, en alle vier hebben ze hun eigen kenmerkende wapen.
- Leonardo is gewapend met katana’s en heeft grote snelheid en fysieke kracht.
- Donatello vecht met een Bo staf. Hij is fysiek erg sterk, maar is niet erg snel.
- Michelangelo is gewapend met twee nunchakus. Zijn kracht en snelheid zijn goed, maar zijn wapens richten minder schade aan dan die van de andere Turtles.
- Raphael vecht met twee sais. Zijn kracht en snelheid zijn groot, maar zijn sai hebben maar een kort bereik.

Andere personages uit de strips die meedoen in het spel zijn April O'Neil, Casey Jones en Splinter.
Een nieuw spel begint altijd in de schuilplaats van de Turtles. In deze schuilplaats kan de speler kiezen uit meerdere opties: direct de straat op gaan om te vechten, eerst trainen in de trainingskamer, de kracht van elke Turtle controleren, een Turtle laten rusten zodat zijn gezondheid hersteld en een spel opslaan of laden. De speler heeft 48 uur om de stad te redden, wat het noodzakelijk maakt activiteiten als trainen en rusten zorgvuldig in te plannen.
Elke Turtle kent twee modes: walk mode en fight mode. In walk mode richten kunnen de Turtles vrijuit rondlopen en zijn dan extra snel. In fight mode dragen ze hun wapens bij zich. Tijdens het spel kan de speler van mode wisselen. Afhankelijk van de mode en de Turtle kunnen verschillende offensieven en defensieve bewegingen worden uitgevoerd.

## Missies
Het spel kent vijf missies + de schuilplaats van de Shredder. De missies kunnen in willekeurige volgorde worden afgehandeld. Bij het uitspelen van een missie wordt een filmpje getoond dat het verhaal verder verduidelijkt. Elke missie bestaat op zijn beurt weer uit drie gebieden. De speler kan tijdens een missie van gebied wisselen, en zelfs even overstappen op een andere missie. Wel wordt een gebied moeilijker om uit te spelen als de speler het vroegtijdig verlaat en later weer terugkeert. In alle missies moet een eindbaas worden verslagen.